# Bourneville (Ohio)
Bourneville é um lugar designado pelo censo localizado no condado de Ross no estado estadounidense de Ohio. No Censo de 2010 tinha uma população de 199 habitantes e uma densidade populacional de 152,75 pessoas por km².

## Geografia
Bourneville encontra-se localizado nas coordenadas 39° 16′ 58″ N, 83° 09′ 35″ O. Segundo o Departamento do Censo dos Estados Unidos, Bourneville tem uma superfície total de 1.3 km², da qual 1.3 km² correspondem a terra firme e (0%) 0 km² é água.

## Demografia
Segundo o censo de 2010, tinha 199 pessoas residindo em Bourneville. A densidade populacional era de 152,75 hab./km². Dos 199 habitantes, Bourneville estava composto pelo 98.49% brancos, 0% eram afroamericanos, 0.5% eram amerindios, 0% eram asiáticos, 0% eram insulares do Pacífico, 0% eram de outras raças e o 1.01% pertenciam a duas ou mais raças. Do total da população 0.5% eram hispanos ou latinos de qualquer raça.